# Ecnomina scindens
Ecnomina scindens är en nattsländeart som beskrevs av Arturs Neboiss 1982. Ecnomina scindens ingår i släktet Ecnomina och familjen trattnattsländor. Inga underarter finns listade i Catalogue of Life.